# Aldearrodrigo (kommunhuvudort)
Aldearrodrigo är en kommunhuvudort i Spanien. Den ligger i provinsen Provincia de Salamanca och regionen Kastilien och Leon, i den centrala delen av landet, 190 km väster om huvudstaden Madrid. Aldearrodrigo ligger 782 meter över havet och antalet invånare är 184.
Terrängen runt Aldearrodrigo är platt. Runt Aldearrodrigo är det glesbefolkat, med 17 invånare per kvadratkilometer. Närmaste större samhälle är Salamanca, 19,7 km sydost om Aldearrodrigo. Trakten runt Aldearrodrigo består till största delen av jordbruksmark.